# Lluminàries
|  | Per a altres significats, vegeu «Lluminària (artifici)». |

El terme lluminària ve del llatí lumen i significa literalment "objecte que difon llum", però, en una accepció més àmplia, s'utilitza per indicar el vessant festiu que la llum ha tingut en el marc de les celebracions patrimonials arreu del món, però molt especialment a la Mar Mediterrània. Els Països Catalans, Itàlia i Malta són els territoris on històricament han tingut més importància, i en els dos darrers esmentats perviuen amb notable esplendor.
No es pot establir amb seguretat la data de naixement de les "lluminàries", però amb molta probabilitat la seva difusió es pot col·locar en l'edat barroca, al costat de l'afirmació de les confraries com a cèl·lules essencials de l'organització dels diferents cicles festius: el de la Setmana Santa, el del Corpus Christi, les festes patronals o celebracions religioses en honor dels sants.
Les primeres lluminàries es bastiren a partir de la teiera i de la foguera, és a dir, les maneres de fer llum i també escalfor a les places i carrers, on amb motiu de les grans concentracions humanes per les festes, les autoritats intentaven il·luminar la via pública. Aquestes lluminàries primitives s'han mantingut, per exemple, en els cremallers de les festes de Sant Antoni dels Ports de Morella i del Maestrat, o del Carnaval de Tarragona.
Originàriament de greix animal, més tard de cera d'abelles i des de mitjans del XIX de parafina, l'espelma també ha estat usada en les lluminàries al llarg de la història. De fet, l'ofici de candeler és regulat pel Consell de Cent barceloní des de 1301, mentre que el gremi de cerers de Catalunya va ser fundat el 1498. La il·luminació diària i extraordinària de les cases i dels edificis, entre ells les esglésies, es feia a base de llànties i espelmes. Cada vila amb una certa importància tenia, com a mínim, una cereria. De com es guanyaven bé la vida els cerers també en queda constància en un cens de L'Arboç del 1717, en què figura l'elevat salari de l'únic candeler.
Posteriorment, les lluminàries evolucionaren especialment al carrer. Perquè la flama no s'apagava tan fàcilment, foren preparades amb làmpades d'oli, que amb el pas dels anys foren dotades de pantalles de paper de diversos colors. Una forma primitiva d'aquesta tipologia de lluminària es manté cada Dijous Sant a la localitat de Verges, on la processó passa pel carrer dels caragols, en el qual centenars de closques de caragols són plenes d'oli encès a través d'un ble.
Aquestes lluminàries d'oli se seguiren complementant amb altres bastides amb ciris i amb atxes -de sèu i de cera-, com la que descriu l'any 1792 Rafael d'Amat i de Cortada, Baró de Maldà amb motiu de la festa major de Les Santes de la ciutat de Mataró. El Baró destaca la lluminària del carrer d'en Pujol on encara avui s'instal·la una capella dedicada a les patrones. Aquestes lluminàries es construïen en la mateixa capelleta i en els balcons.
A partir del segle xviii van començar a adquirir un aspecte més elaborat, a partir de la construcció de decoracions lluminoses, consistents en bastides de fusta recolzades a les façanes dels edificis, que subjectaven innombrables vasos de diversos colors, farcits d'oli i amb un ble per encendre'ls. Més tard es van utilitzar làmpades d'oli fetes de terracota, posades a petits cilindres de paper blanc, vermell i verd. Aquest procés de construcció de bastides és paral·lel al que es desenvolupa en el disseny d'estructures de suport per crear el castell de focs, mot que precisament nasqué a partir de la forma de castell que adquiria la bastida interior.
La difusió de les lluminàries en l'arc mediterrani va tenir lloc en el segle xix, quan les bastides majoritàriament van ser separades de les façanes dels edificis i, seguint la morfologia dels arcs triomfals que es construïen arreu d'Europa per les visites de grans personalitats com emperadors, reis, papes o arquebisbes, van començar a ser estructures autònomes, alimentades per gas. El 1868 se sap que aquest producte és usat en les lluminàries festives de Mataró, i el 1881 consta que a Valls "en alguns carrers s'han fet arcades amb globus de gas". Posteriorment, el gas és substituït pel llum elèctric, per exemple a Mataró ja l'any 1883. L'ús d'aquest tipus de lluminàries ha quedat documentat en la façana principal de la catedral de Tarragona per les Festes de Santa Tecla del 1890 a través de documents gràfics.
De les làmpades de carbur a l'electricitat, de les bombetes per incandescència, blanques o de vidres de colors, a la llum dels led, les lluminàries han esdevingut veritables arquitectures de llum, ja no només per a les festes religioses, sinó per a qualsevol esdeveniment commemoratiu o celebració.
A Catalunya, durant el segle xix i el segle XX foren especialment reconegudes les lluminàries als carrers i als edificis de la ciutat de Valls, cada deu anys amb motiu de les Festes Decennals de la Mare de Déu de la Candela. Mereixen un esment especial les dels anys 1921 -quan com a detalls significatius fou il·luminat el campanar de l'església de Sant Joan, i, alhora, al cèntric espai del Pati s'instal·là una mena d'engraellat de fusta aferrat als arbres i folrat de bombetes, per encerclar la part interior de la plaça- i 1931, edició de les festes que és coneguda com les Decennals de les lluminàries per la seva vistositat excepcional fruit de la recent inauguració de la Cooperativa Elèctrica. Amb caràcter anual també destacaven les de la ciutat de Mataró per la festa major de Les Santes -dedicades a les patrones Juliana i Semproniana- al mes de juliol. En aquest sentit, foren especialment importants les de la festa extraordinària de l'any 1904 amb motiu del setzè centenari del martiri de les Santes. Aquest any s'usà la llum elèctrica tant als carrers com a l'interior del temple principal de Santa Maria.
El territori de la Mediterrània en què millor s'han conservat aquestes estructures de lluminàries, avui alimentades amb electricitat, ha estat Itàlia, concretament les regions del sud, com la Campània -al voltant de Nàpols-, la Basilicata -al voltant de Matera- i la Pulla -al voltant de Bari i Adèlfia-. A Malta també perviuen amb notable força en el marc de les festes patronals entre els mesos de juny i setembre. En aquesta illa s'usen les lluminàries elèctriques per vestir la decoració exterior de les façanes de les esglésies, mentre que l'interior dels temples conserva la decoració lluminosa amb canelobres d'or i plata. A Malta les lluminàries s'acompanyen de rodes pirotècniques giratòries, conegudes com les rodes de santa Caterina.
També és notable la recuperació que s'ha realitzat a les Falles de la ciutat de València precisament gràcies a la participació d'empreses italianes.

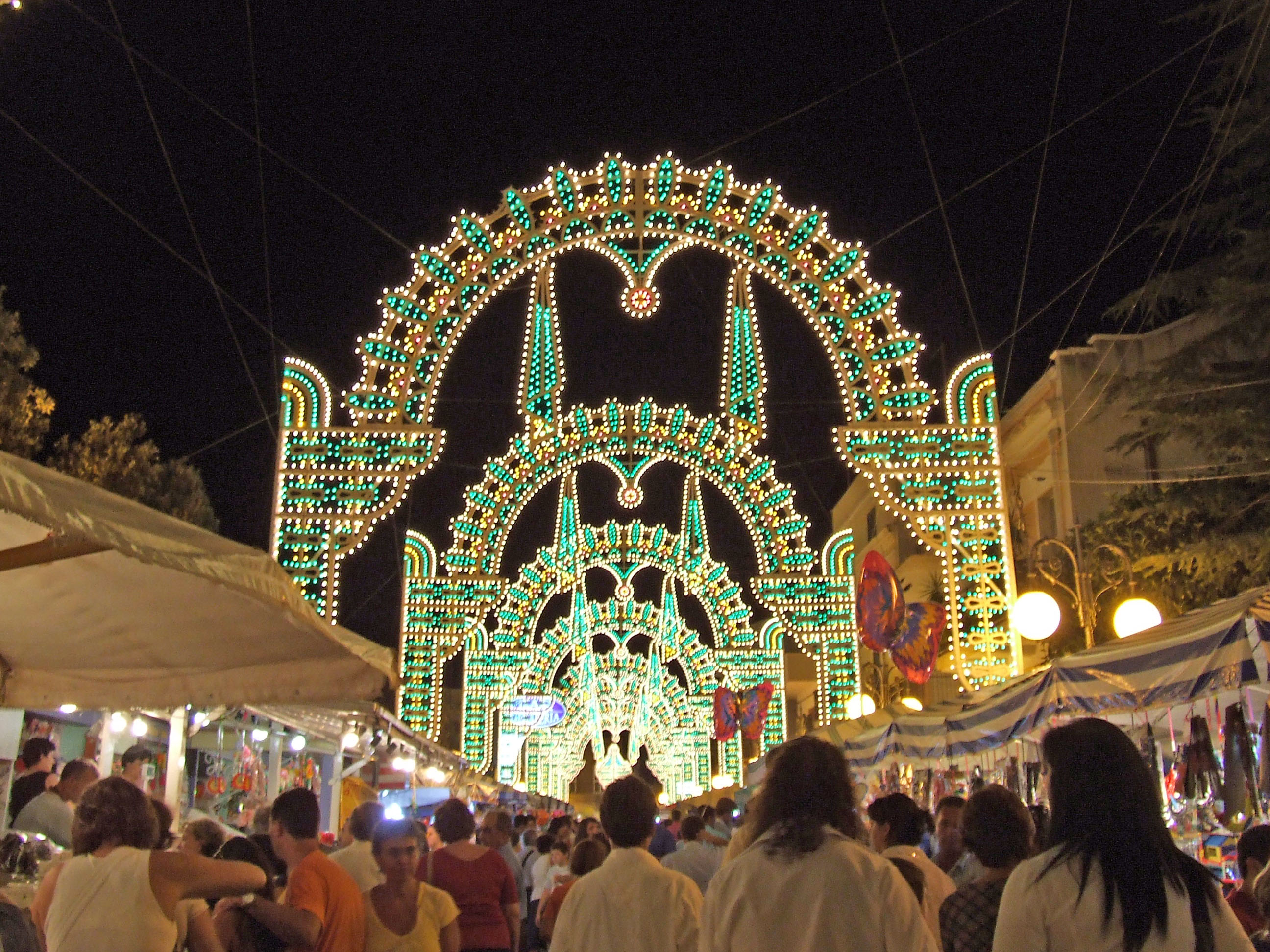
festa Emidio d'Ascoli - Leporano
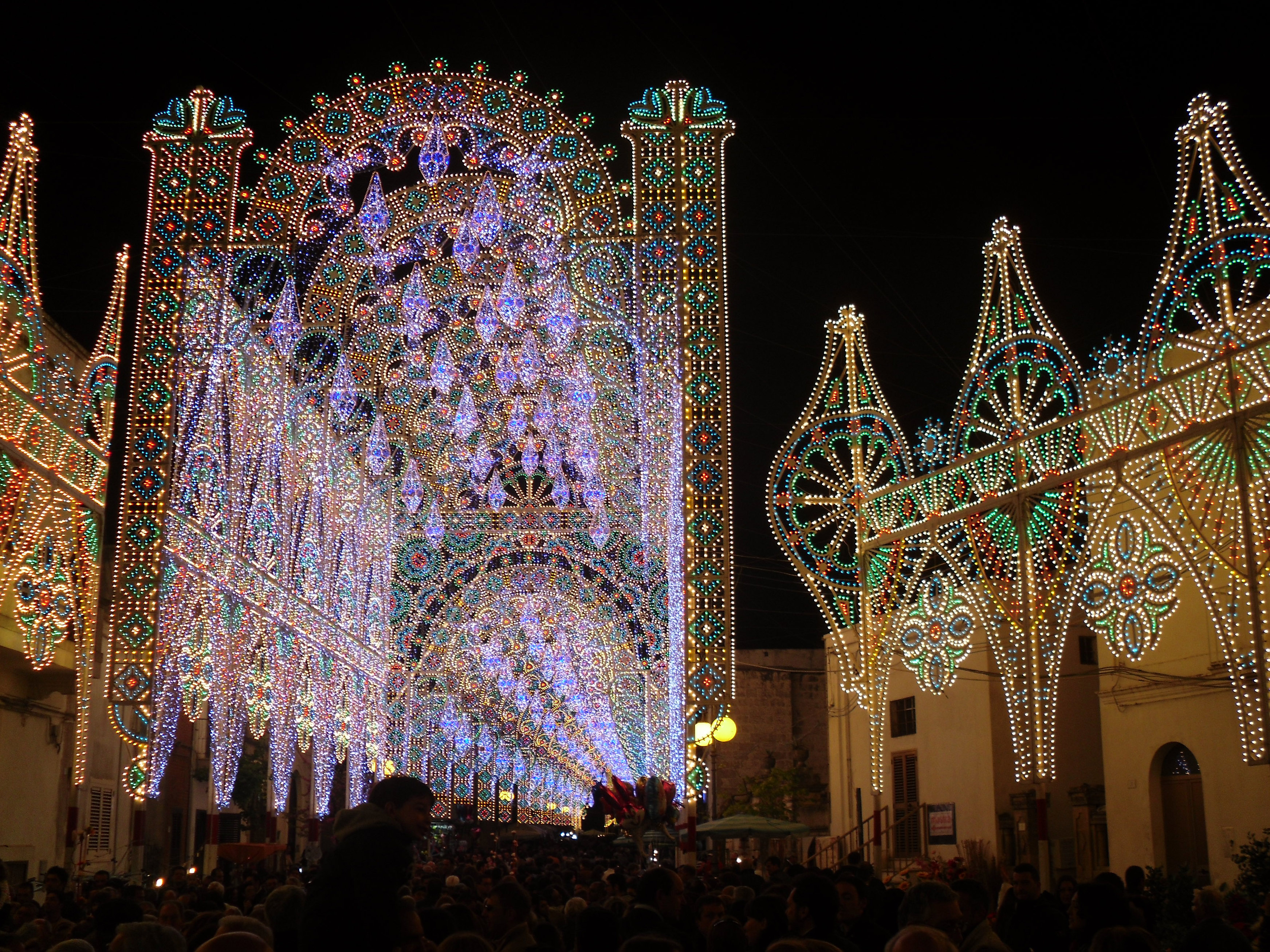
festa ss Felipe e Santiago - Diso
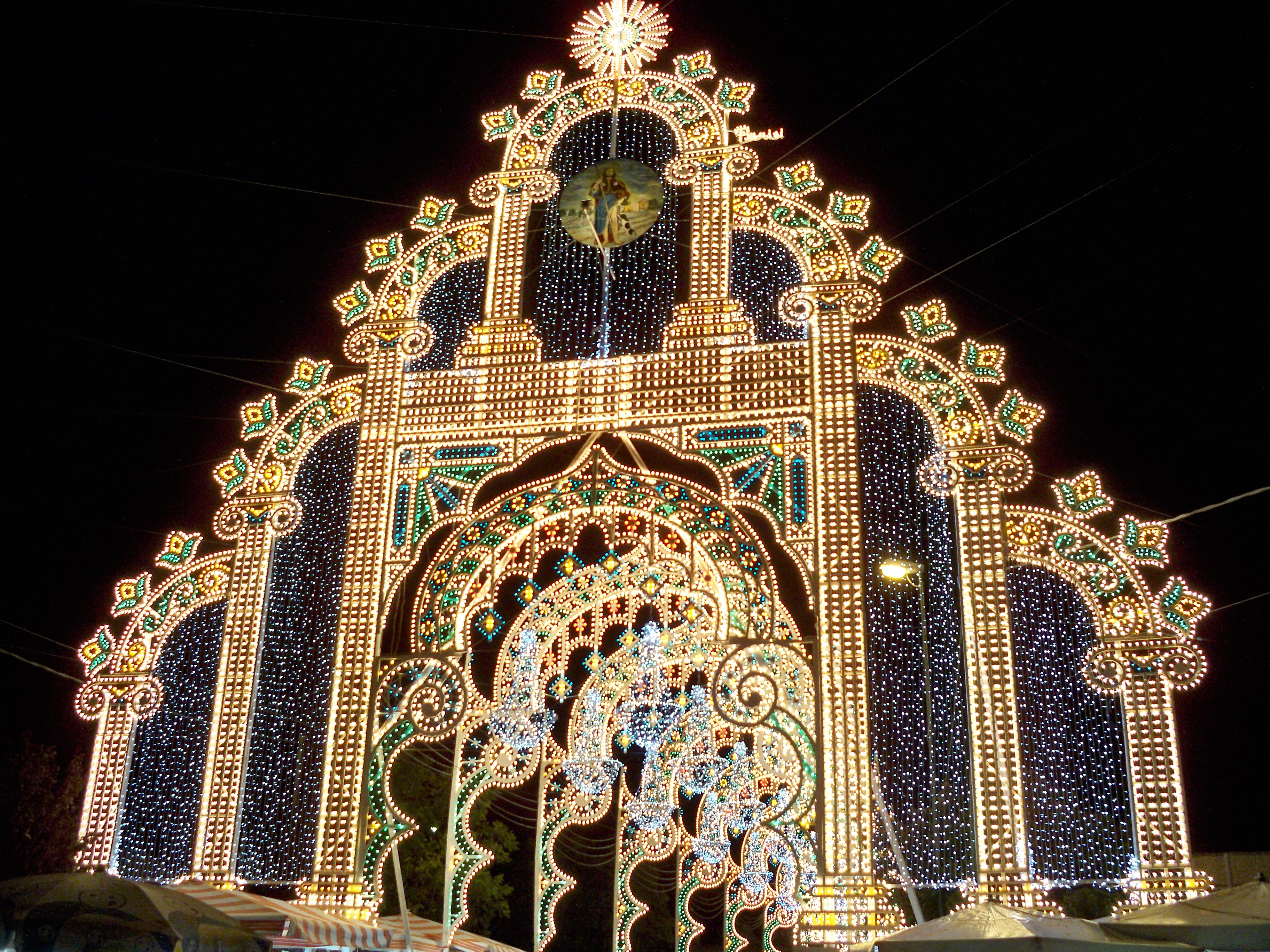
festa San Roque - Torrepaduli